# エアガール (テレビドラマ)
『エアガール』は、2021年3月20日の21時 - 23時05分に、にテレビ朝日系列で放送されたテレビドラマの特別番組。主演はテレビ朝日系列のドラマで初主演となる広瀬すず。原案は中丸美繪の「日本航空一期生」。

## キャスト

### 主要人物
佐野小鞠（さの こまり）
演 - 広瀬すず（幼少期：金子莉彩）
本作の主人公。パイロットを夢見ながらも、「空を飛んでみたい！」という一心でエアガールという超人気職業に挑んだ女性。
難関試験を乗り越え、見事エアガールとして長年の夢であった大空へ飛び立つことになるが、フライト中のアクシデントで転倒したことが原因で網膜剥離を患ったことからエアガールの職を退く。
三島優輝（みしま ゆうき）
演 - 坂口健太郎（老年期： 橋爪功）
逓信省航空保安部の役人。航空保安部長・松木の部下。
料亭で小鞠と出会い顔見知りとなり、後に民間の航空会社・日本民間航空の社員に転身したことから小鞠に募集中のエアガールへの就職を勧める。自身もパイロットになることを目指している。
戦時中は小鞠の兄・大地と同じ部隊に所属しており、発熱した自分に代わり大地が特攻隊に志願していた。
パイロット志望で日本民間航空に入社する小鞠の孫・翼に祖母・小鞠がエアガールとして活躍した当時の話を伝え、小鞠の兄・大地から受け継いだお守りを翼に託す。

### エアガール一期生
相原翠（あいはら みどり）
演 - 山崎紘菜
伊原雅美（いはら まさみ）
演 - 藤野涼子
志田多美子（しだ たみこ）
演 - 中田クルミ
川村陽子（かわむら ようこ）
演 - 伊原六花
他一期生
演 - 織田美織、河辺ほのか、川崎美海、小池樹里杏
チームリーダー
演 - Melanie

### 小鞠の親族
佐野千代（さの ちよ）
演 - 松雪泰子
料亭「しんばし」を営む小鞠の叔母。戦災孤児になりかけた小鞠を引き取り、女学校を卒業するまで育て上げる。
佐野大地（さの だいち）
演 - 風間晋之介（幼年期：野原壱太、幼少期： 小鷹狩八）
小鞠の兄。神風特攻隊として戦死した。
天野翼
演 - 広瀬すず（二役）
小鞠の孫。パイロット志願で日本民間航空に入社し、三島から祖母・小鞠がエアガールとして活躍した当時の話を伝え聞き、彼から小鞠の兄・大地から受け継いだお守りを受け継ぎ、副操縦士として初飛行に挑む。

### 日本民間航空の関係者
柳沢誠二（やなぎさわ せいじ）
演 - 田中哲司
日本民間航空の設立に尽力した人物。日本民間航空の初代社長に就任する。
モデルは日本銀行副総裁を務めた柳田誠二郎。
柳沢美代子（やなぎさわ みよこ）
演 - 真飛聖
誠二の妻。エアガール一期生の二次試験の面接官を務める。
女子アナウンサー
演 - 大下容子
機内アナウンスの指導のためテレビ局から派遣されてきたアナウンサー。
藤原一郎（ふじわら いちろう）
演 - 鶴見辰吾
日本民間航空・初代会長。
モデルは日本商工会議所会頭、外務大臣を務めた藤山愛一郎。
平川康夫（ひらかわ やすお）
演 - 上山竜治
日本民間航空・社員
東京帝国大学航空機体学科を経て終戦まで、試作戦闘機の設計に関与。
吉永周作（よしなが しゅうさく）
演 - 笠原秀幸
日本民間航空・社員
終戦までパイロットとして2000時間の飛行経験あり。
野口史恵（のぐち ふみえ）
演 - 片岡礼子
医師

### 政府関係者
白洲次郎（しらす じろう）
演 - 藤木直人
吉田茂首相の側近。
日本の航空事業は海外へ売却した方が良いと考えている。
三木武夫（みき たけお）
演 - 佐藤貴史

### 逓信省航空保安部
松木静男（まつき しずお）
演 - 吉岡秀隆
逓信省航空保安部長。
「日本人の手による航空事業を興すべき」という信念を持ち白洲と対立するが、粘り強くGHQに交渉し日本の航空活動を解禁させ、戦後初の民間の航空会社・日本民間航空の発足に筋道を立て、専務に就任する。
モデルは運輸省航空庁長官を務めた松尾靜磨。

### GHQ関係者
アーロン大佐
演 - イアン・ムーア
日本の航空活動に反対する。退任の去り際に、松木を「絶望の中の勇者」と讃えた。

### 他キャスト
演 - 小久保丈二、石塚奈津美、片岡明日香、中村真知子、湯沢勉、須間一也、木下愛華、中野剛、磯西真喜、蓬莱照子、竹本純平、小田桐一 ほか

## スタッフ
- 原案 - 中丸美繪「日本航空一期生」（中公文庫）
- 脚本 - 橋本裕志
- 演出 - 藤田明二（テレビ朝日）
- エグゼクティブプロデューサー - 内山聖子
- 音楽 - 沢田完
- 航空監修 - 日本航空協会（苅田重賀、藤倉匠）
- 時代考証 - 天野隆子
- 衣装 - 宮本まさ江
- 英語台詞翻訳 - ド・ランクザン望
- 料亭所作指導 - 山崎進、田枝子
- 医療監修 - 中澤暁雄
- ロケ協力 - 東京国際空港、もおかフィルムコミッション、いばらきフィルムコミッション、足利市映像のまち推進課、ぐんまフィルムコミッション、岡部記念館「金鈴荘」、真岡木綿会館、筑波海軍航空隊記念館、龍ヶ崎飛行場、学士会館 ほか
- 協力 - 日本航空
- プロデューサー - 神田エミイ亜希子（テレビ朝日）、中込卓也（テレビ朝日)、山形亮介（角川大映スタジオ）、新井宏美（角川大映スタジオ）
- 制作協力 - 角川大映スタジオ
- 制作著作 - テレビ朝日